# Богданов, Борис Егорович
Борис Егорович Богданов (14 августа 1924 года — 19 ноября 2014 года) — начальник участка сборочного цеха Московского машиностроительного завода «Опыт» Министерства авиационной промышленности СССР, Герой Социалистического Труда (1972).

## Биография
Родился 14 августа 1924 года в Рязанской (по другим данным — Калужской) губернии.
После окончания школы ФЗО работал в Москве сверловщиком и фрезеровщиком на авиационном заводе № 22 имени С. П. Горбунова Наркомата авиационной промышленности (НКАП) СССР (в том числе завод выпускал пикирующие бомбардировщики Пе-2.)
В октябре 1941 года вместе с заводом эвакуирован в Казань на территорию авиационного завода № 124 имени Серго Орджоникидзе, который после объединения с декабря 1941 года стал называться Казанский авиационный завод № 22 НКАП СССР имени С. П. Горбунова. Работал мотористом в отделе эксплуатации и ремонта самолетов Пе-2.
После войны до выхода на пенсию работал на Московском машиностроительном заводе (ММЗ) «Опыт» (с 1973 года — имени А. Н. Туполева) Минавиапрома СССР, последняя должность — начальник участка сборочного цеха.
Принимал участие в постройке пассажирского самолета Ту-144 и бомбардировщика Ту-160.
Указом Президиума Верховного Совета СССР («закрытым») от 22 сентября 1972 года за выдающиеся успехи в создании новой авиационной техники и проявленный при этом трудовой героизм присвоено звание Героя Социалистического Труда.
Заслуженный машиностроитель РСФСР. Награжден орденами Ленина (22.09.1972), «Знак Почёта» (12.07.1957), медалями, в том числе «За Победу над Германией».
Жил в Москве. Умер 19 ноября 2014 года.

## Награды
За трудовые успехи был удостоен:
- золотая звезда «Серп и Молот»
- два ордена Ленина
- Орден Знак Почёта
- другие медали.

- Заслуженный машиностроитель СССР